# Megaselia vernicosior
Megaselia vernicosior är en tvåvingeart som beskrevs av Rudolf Beyer 1966. Megaselia vernicosior ingår i släktet Megaselia och familjen puckelflugor. Inga underarter finns listade i Catalogue of Life.